# V351 Водолея
V351 Водолея (лат. V351 Aquarii) — двойная затменная переменная звезда типа W Большой Медведицы (EW) в созвездии Водолея на расстоянии приблизительно 872 световых лет (около 267 парсеков) от Солнца. Видимая звёздная величина звезды — от +12,95m до +12,5m. Орбитальный период — около 0,2847 суток (6,8321 часов).

## Характеристики
Первый компонент — жёлто-оранжевый карлик спектрального класса K-G. Радиус — около 1,08 солнечного, светимость — около 0,636 солнечной. Эффективная температура — около 4952 К.